# Jaulges
Jaulges település Franciaországban, Yonne megyében. Lakosainak száma 431 fő (2022. január 1.). Jaulges Germigny, Percey, Varennes, Butteaux, Chéu, Ligny-le-Châtel és Villiers-Vineux községekkel határos.

## Népesség
A település népességének változása:
| Lakosok száma | 467  | 484  | 523  | 550  | 583  | 579  | 575  | 443  | 431  |
|               | 2013 | 2015 | 2016 | 2017 | 2018 | 2019 | 2020 | 2021 | 2022 |